# Xylopia laevigata
Xylopia laevigata (Mart.) R.E. Fr. – gatunek rośliny z rodziny flaszowcowatych (Annonaceae Juss.). Występuje naturalnie we wschodniej części Brazylii (w stanach Alagoas, Bahia, Ceará, Paraíba, Pernambuco, Sergipe, Espírito Santo, Minas Gerais i Rio de Janeiro oraz w Dystrykcie Federalnym). 

## Morfologia
PokrójZimozielone drzewo lub krzew dorastające do 2–15 m wysokości. Gałęzie mają kolor od pomarańczowoczerwonego do purpurowobrązowego. Młode pędy są owłosione.
LiścieMają kształt od owalnego do eliptycznego. Mierzą 6–8 cm długości oraz 2–2,5 szerokości. Liść na brzegu jest całobrzegi. Wierzchołek jest tępy.
KwiatySą pojedyncze. Rozwijają się w kątach pędów. Mają 6 płatków o zielonkawej barwie. Słupków jest do 5 do 15.
OwoceCzerwone rozłupnie.

## Biologia i ekologia
Rośnie w lasach. Z liście tego gatunku wyizolowano chelerytrynę. Alkaloidy te potwierdzają duży związek z innymi gatunkami z rodzaju Xylopia. Ponadto opisano także występowanie związków norisoboldiny i koreksiminy, które zostały po raz pierwszy wyizolowane wśród gatunku rodzaju Xylopia.